# La Grosse Émission
 (janvier 2013).
La Grosse Émission est une émission de télévision française humoristique créée en décembre 1997 par Dominique Farrugia et diffusée chaque soir de la semaine de 19h à 20h sur la chaîne Comédie !, qu'il venait de créer, jusqu'en juin 2002.
L'émission revient à l'antenne début 2008 pour les 10 ans de la chaine Comédie !, avec à sa tête Dominique Farrugia. La chaine rediffuse aussi à cette occasion des extraits des anciennes émissions. De nouvelles émissions présentées par Ariane Massenet sont diffusées entre 2008 et 2010 puis sont arrêtées, faute d'audience. L'émission fait son retour sur Comédie+ à partir du 12 octobre 2015, présentée par Yassine Belattar.

## Principe de l'émission
Cette émission fut diffusée tous les soirs en direct du théâtre Comédie (7 rue Pierre-Demours dans le 17e arrondissement de Paris), avec un invité et devant un public nombreux pendant les cinquante-cinq minutes que durait l'émission. Ce talk-show humoristique était bâti sur le modèle des late shows américains tels le Tonight Show de Jay Leno diffusé chaque soir sur NBC ou le Late Show with David Letterman diffusé chaque soir sur CBS et rediffusé sur Comédie !. Il reprenait le même style de décor que ses modèles américains avec un bureau derrière lequel s'installait le présentateur et un fauteuil à côté du bureau où s'asseyait l'invité. Le fond de la scène représentait un mur de hangar dont une baie vitrée donnait sur Manhattan et les tours jumelles du World Trade Center.
La Grosse Émission a été marquée par trois éditions tenant sur cinq saisons. Ces trois éditions sont assez différentes même si les principes de base sont restés les mêmes.

### La Grosse Émission I (1997-1999)
Le principe de la première Grosse Émission est notable par son présentateur jetable qui est changé tous les deux mois. Se sont ainsi succédé durant deux saisons 8 présentateurs (chiffre à vérifier) dont voici la liste :
- Dominique Farrugia (novembre, décembre 1997 et janvier 1998 / mai et juin 1999)
- Raphaël Mezrahi (février et mars 1998)
- Virginie Lemoine (avril et mai 1998)
- Patrick Bosso (juin, septembre et octobre 1998)
- Alain Chabat (novembre et décembre 1998)
- Daniel Prévost (janvier et février 1999)
- Kad et Olivier (mars 1999)
- Christophe Dechavanne (avril 1999)

Également, la troupe des Robins des Bois, repérée par Dominique Farrugia, faisait tous les soirs des sketchs en relation avec le courrier reçu par la chaîne.
Voici la liste des membres des Robins des Bois :
- Pierre-François Martin-Laval (dit Pef) et ses nombreux personnages récurrents: Pouf le cascadeur, le Commissaire Van Loc, Monsieur et Madame Marcadet, Monsieur Merdocu, etc.
- Jean-Paul Rouve avec Monsieur Orange, Marcel de Radio Bière Foot, Enri, Monsieur Van de Velde et d'autres rôles plus ou moins secondaires dans les sketchs.
- Pascal Vincent et ses figurations et allusions à sa nationalité suisse.
- Maurice Barthélemy avec Houdin le magicien, André de Radio Bière Foot et le sectaire Father Tom.
- Marina Foïs avec Sophie Petoncule et ses petits seins ou Mademoiselle Wattechatte.
- Élise Larnicol, souffre-douleur du reste de la troupe.

Étaient en outre présents le « concierge » Jean-Michel Lahmi puis Sören Prévost, ainsi que le groupe des Rumbananas pour les jingles et le générique, ce dernier étant accompagné d'une présentation des intervenants de la Grosse Émission énoncée par Maurice Barthélemy.
Les Robins des Bois créèrent ainsi une complicité avec le public avec la récurrence de leurs nombreux sketchs délirants, parfois d'un goût douteux[non neutre], mais mêlant toujours troisième degré et éléments iconoclastes, et réalisés avec peu de moyens et d'accessoires.

### La Grosse Émission II (1999-2001)
Cette seconde édition accueillit Kad et Olivier qui restèrent durant deux ans les présentateurs, le statut d'animateur jetable étant abandonné.
Les accompagnaient également, en remplacement des Robins des Bois partis sur Canal+, les animateurs suivants :
- Manu Levy avec son Top 5 et son coucou (uniquement la première année).
- Axelle Laffont et son point sur l'émission (uniquement la première année).
- Sören Prévost et sa minute pour rire (interdit de plateau la seconde année).
- Nicolas Deuil et sa rubrique pour faire plaisir à l'invité.
- Jonathan Lambert avec son pré-générique (première année) et son flash info (deuxième année).
- Philippe Lelièvre et Benjamin Rataud pour les improvisations.
- Cyril Hanouna (apparitions la seconde année).
- Ginie Van de Noort et sa météo.
- La bande "les 4" avec Nicolas Giraudi, Caroline Brésard, Jean Michel Gratecap, Jérémy Manesse (2 sketchs quotidiens)

La Grosse Émission II comportait comme pour la première le groupe des Rumbananas, et c'est Nicolas Deuil qui présentait les animateurs pendant le générique.
De nombreux jeux et sketchs furent créés et interprétés par Kad et Olivier, tels que le célèbre Kamoulox, un jeu auquel jouent Olivier et l'invité dont le but est de dire n'importe quoi, Je chante dans la pluie, Kad chantant avec de l'eau dans la bouche et l'invité devant deviner le titre de la chanson, j'imite mal mais j'm'en fous un jeu où le duo ainsi que l'invité choisissaient tour à tour des noms de célébrités dans une petite corbeille et devaient ainsi les imiter (mal en général d'où le nom du jeu !), le Fuego-go, jeu ayant lieu dans une véritable Renault Fuego en hommage au caractère kitch du véhicule et surtout Qui a tué Pamela Rose ?, une série parodique de la série policière Twin Peaks (Mais qui a tué Laura Palmer ?) concernant l'enquête menée par deux inspecteurs du FBI, Richard Bullit et Douglas Riper, sur la mort d'une jeune prostituée, dans laquelle l'invité venait faire sa promo, et qui donna lieu à des soirées spéciales d'une heure et demie en direct, puis au film Mais qui a tué Pamela Rose ? des mêmes auteurs sorti au cinéma en 2003.

### La Grosse Émission III (2001-2002)
La troisième Grosse Émission vit un changement de présentateur, tout en gardant une partie de l'équipe de la Grosse Émission II.
Voici la liste des intervenants de cette édition :
- Julie Raynaud, présentatrice.
- Nicolas Deuil, présentateur.
- Jonathan Lambert, présentateur avec de très nombreux personnages récurrents, dont Damien Baïzé, Rémi le Primeur, etc.
- Cyril Hanouna et son cadeau pour l'invité.
- Philippe Lelièvre et Benjamin Rataud pour les improvisations.
- Stéphane Guillon, chroniqueur autour de l'actualité.

La grosse fanfare de Jean-Claude Borelly remplace les Rumbananas.
On constate que cette saison est très orientée vers un humour scatologique, avec notamment la présence très importante de chocolat liquide en guise d'excréments. Ce fut la régression constatée et l'audience diminua au fur et à mesure.[réf. nécessaire]
Cette dernière année se termine avec une émission particulièrement explosive, avec comme invités tous les animateurs successifs de la Grosse Émission de l'année et comme présentateur Pierre Bellemare. Cyril Hanouna ira même jusqu'à se promener entièrement nu dans la rue. Comédie ! the story, une série de best of présentée par Stéphane Guillon et Jean-Claude Borelly suit.

### La Grosse Émission IV (2015-2016)
La chaîne Comédie+ et NPA Prod relancent en octobre 2015 l'émission culte sous un format quotidien. L'animation est confiée à Yassine Belattar jusqu'en janvier 2016, lorsque la société H2O Productions, menée par Cyril Hanouna, reprend la production de l'émission.
La Grosse Émission revient sous le format où plusieurs animateurs se succèdent. On retrouve notamment Jonathan Lambert, Ramzy Bedia, Sébastien Thoen, Titoff, Stéphanie Renouvin, Issa Doumbia ou encore Julien Lepers.
À partir de mai, c'est Anne-Sophie Girard qui reprend les rênes de l'émission.